# Кузнецов Сергій Сергійович
Сергі́й Сергі́йович Кузнецо́в (нар. 31 серпня 1982, Харків) — український футболіст, що виступав на позиції нападника. По завершенні кар'єри — тренер.

## Ігрова кар'єра
Вихованець угорського «Ференцвароша».
Перейшов до «Карпат» у вересні 2008 р. з російського клубу першого дивізіону «Носта» (Новотроїцьк), підписавши контракт на 2,5 року. Результативний нападник, у 2006 р. став найкращим бомбардиром чемпіонату Литви.
Став найкращим бомбардиром «Карпат» у сезоні 2008/09.
17 лютого 2016 року офіційно перейшов до складу харківського «Металіста», але жодного матчу не зіграв. Улітку того ж року завершив кар'єру гравця.

## Тренерська кар'єра
Кузнецов розпочав тренерську кар'єру асистентом головного тренера Олега Кононова (під орудою котрого він виступав у «Шерифі», «Карпатах» та «Севастополі») в російських клубах «Арсенал» (Тула) та «Спартак» (Москва). 29 вересня 2019 року після відставки Кононова Кузнецов виконував обов'язки головного тренера «Спартака». 14 жовтня 2019 року спартаківців очолив Доменіко Тедеско, а Сергій покинув команду.
З 2020 по 2022 роки Кузнецов асистент грецького клубу «Панатінаїкос».
З 24 серпня 2022 року очолював угорську команду «Діошдьйор».
24 лютого 2024 року очолив угорський клуб «Дьєр».

## Досягнення

### Командні
- Срібний призер чемпіонату Фінляндії: 2000
- Володар кубка Угорщини: 2002/03
- Срібний призер чемпіонату Угорщини: 2002/03
- Бронзовий призер чемпіонату Угорщини (2): 2001, 2001/02
- Чемпіон Білорусі: 2003
- Чемпіон Молдови: 2003/04
- Володар суперкубка Молдови: 2004
- Бронзовий призер чемпіонату Литви: 2006
- Бронзовий призер першості України в Першій лізі: 2011/12
- Золотий призер першості України в Першій лізі: 2012/13

### Індивідуальні
- Найкращий бомбардир чемпіонату Литви: 2006
- Найкращий бомбардир ФК «Карпати» (Львів) у Прем'єр-лізі 2008—2009
- Найкращий бомбардир «ФК Севастополь» у Першій лізі 2011—2012

## Родина
Його батько, Сергій Кузнецов, теж був футболістом, виступав, зокрема, за «Металіст» (Харків), «Чорноморець» (Одеса), «Ференцварош».